# Henri Murger
Henri Murger (Parigi, 27 marzo 1822 – Parigi, 28 gennaio 1861) è stato un poeta e scrittore francese.

## Biografia
Di umili origini, condusse un'esistenza di stenti, che rievocò poeticamente con il nome rimasto famoso, di vie de bohème, finché Arsène Houssaye lo accolse all'Arriste; in seguito collaborò ad altri giornali e pubblicò in appendice su Le Corsaire-Satan la sua opera più famosa, Scene della vita di Bohème (1847-1849) da cui Giacomo Puccini e Ruggero Leoncavallo presero ispirazione per le loro rispettive opere liriche entrambe intitolate La bohème e che nel 1992 Aki Kaurismäki portò al cinema. Raggiunse il successo e un certo benessere grazie alla riduzione di questa sua opera per il teatro nel 1849. Si ritirò dalla vita letteraria nel 1855 e finì i suoi giorni in un ospizio. Era amico del fotografo Nadar e del gruppo di artisti bohémien del Quartiere latino chiamati "Buveurs d'Eau".
Il talento di Murger, fatto di fantasia e di lirismo, trovò il tema congeniale nella vita scapigliata e romantica.
Nel 1849, in collaborazione con Thèodore Barrière, trasse dal suo primo romanzo un'opera teatrale, La vita scapigliata. Le sue poesie sono raccolte in Ballate e fantasie (1854) e Le notti d'inverno (1861).

## Filmografia
Dal suo Scene della vita di Bohème sono stati tratti alcuni film fin dal periodo del cinema muto:
- La vie de bohème (o La bohème) regia di Albert Capellani (1916);
- La Bohème (La Vie de bohème) di Marcel L'Herbier (1945);
- Vita da bohème (La Vie de bohème) di Aki Kaurismäki (1992).

## Scritti

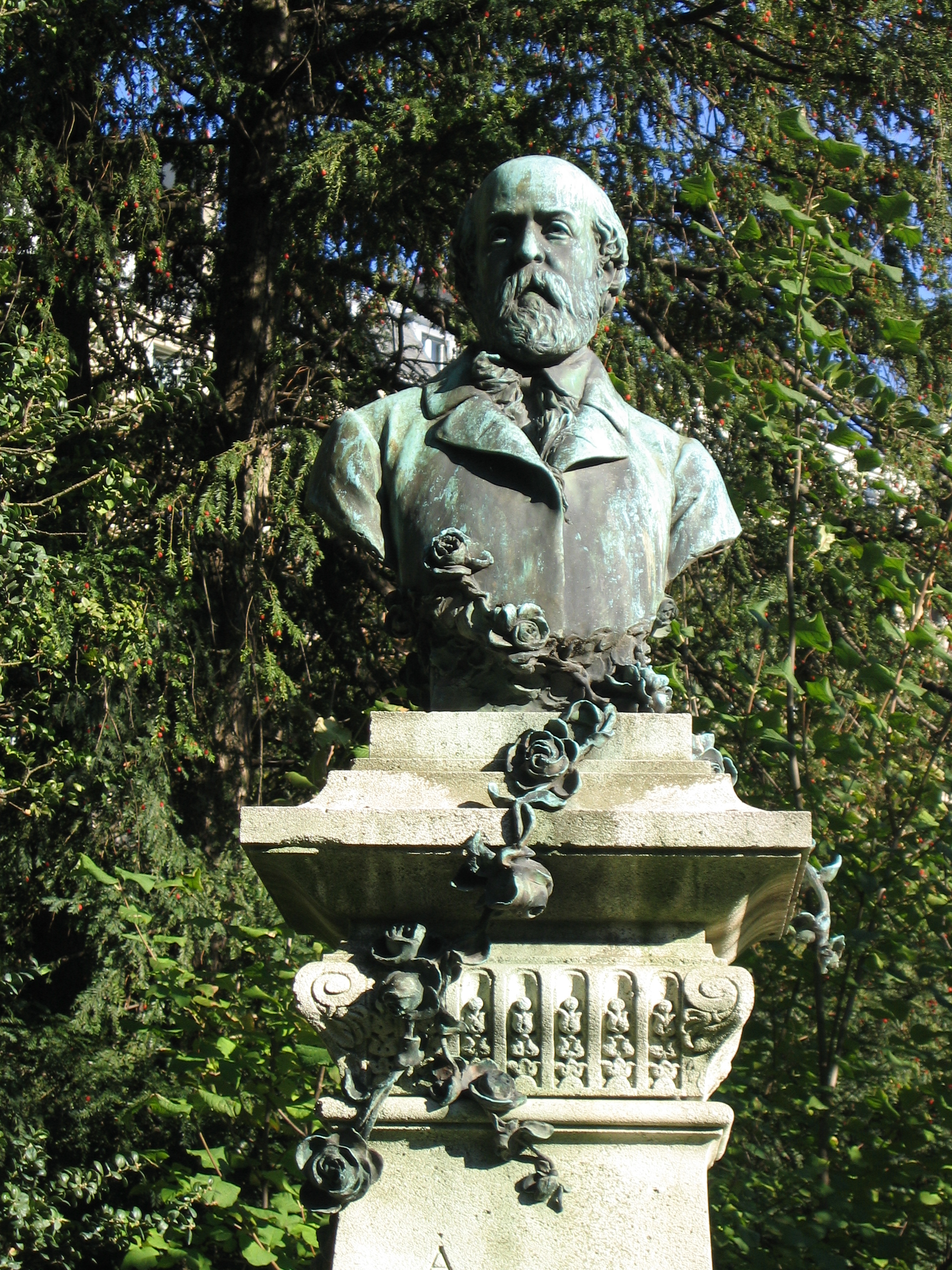
Busto di Henri Murger nei giardini del Luxembourg

- Scènes de la vie de bohème (1847-49) sul Progetto Gutenberg
- Scènes de la vie de jeunesse (1851) sul Progetto Gutenberg
- Il paese latino (Le Pays latin) (1851)
- Scènes de campagne (1854)
- Ballate e Fantasie (Ballades et Fantaisies) (1854)
- Le notti d'inverno (Les Nuits d'hiver) (1856)
- Le Sabot rouge (1860)

## Edizioni italiane
- Il quartiere latino, collana Piccola Collezione Amena, prefazione di Théophile Gautier, Napoli, E.Pietrocola, 1887, SBN UBO2715973.[2]
- Vita di Bohème (traduzione di Alfredo Panzini), Milano, Mondadori, 1971